# Epidesma frances
Epidesma frances är en fjärilsart som beskrevs av Dyar 1910. Epidesma frances ingår i släktet Epidesma och familjen björnspinnare. Inga underarter finns listade i Catalogue of Life.